# Löffel (Einheit)
Der Löffel, die Ligura oder der Cochlear war ein kleines Flüssigkeits- und Volumenmaß.
Es war ein antikes römisches und griechisches Maß, das bis ins 19. Jahrhundert verwendet wurde. Kleine Unterschiede waren kennzeichnend: nicht nur zwischen römisch und griechisch, sondern auch zwischen antik und neu.
Das alte römische Maß Cyathus (Becher) war 4 Löffel groß und es sollte die Menge eines Schluckes sein. Für einen Quadrantal, dem römischen Kubikfuß war die Maßkette:
- 1 Quadrantal/Amphora (Eimer) = 3 Modius (Scheffel) = 2 Urna = 8 Congius = 48 Sextarius (Metze) = 96 Hemina = 192 Quartarius = 384 Acetabulum (Essiggefäß) = 576 Cyathus = 2304 Ligula/Löffel

Ein Löffel vom Sextarius mit 27 Kubikzoll errechnet, war etwa 0,5625 Kubikzoll groß.
- 1 Löffel = 0,001897 Liter[2]
- 1 Löffel = 1 Lot[3]

In der Schweiz unterschied man beim Bener Milchmaß in den
großen Löffel mit 1/5 Krinne = 36 Loth und dem kleinen Löffel mit ¼ Krinne = 12 Lot
- 1 Bener = 2 Mass = 4 Quärtlein = 8 große Löffel = 16 kleine Löffel = 67 Pariser Kubikzoll = 1 ⅓ Liter[5]

Der Löffel fasste somit 0,167 Liter (groß) beziehungsweise 0,0833 Liter (klein).